# Штајнбах (Вартбуркрајс)
Штајнбах (њем. Steinbach) општина је у њемачкој савезној држави Тирингија. Једно је од 61 општинског средишта округа Вартбург. Према процјени из 2010. у општини је живјело 1.264 становника. Посједује регионалну шифру (AGS) 16063073.

## Географски и демографски подаци
Штајнбах се налази у савезној држави Тирингија у округу Вартбург. Општина се налази на надморској висини од 390 метара. Површина општине износи 15,1 km². У самом мјесту је, према процјени из 2010. године, живјело 1.264 становника. Просјечна густина становништва износи 84 становника/km².

## Међународна сарадња
| Мјесто | Држава    | Врста сарадње | Од    |
| ------ | --------- | ------------- | ----- |
|        | Француска | партнерство   | 1992. |
| Извор  |           |               |       |